# De Hegge
De Hegge is een buurtschap die iets ten noorden van Vaassen ligt. Het valt onder de gemeente Epe en voorheen onder de voormalige gemeente Vaassen. Het bevindt zich ten westen van de Emsterweg.
In de buurtschap ligt een oude molenplaats, de Hofsemolen. Deze molen werkt niet meer. De molen werd aangedreven door het water van de Nijmolensebeek. Deze beek doorsnijdt de buurtschap.

## Straatnamen
In de buurtschap liggen de volgende straten:
- Ankerweg
- Heggerweg
- Hofsemolenweg
- Laarseweg
- Nijmolensebeekweg